# Noticias lejanas
Noticias lejanas è un film del 2005 diretto da Ricardo Benet.

## Riconoscimenti
- Premio Ariel

2006 - Miglior attrice a Mayahuel del Monte